# American Music Awards

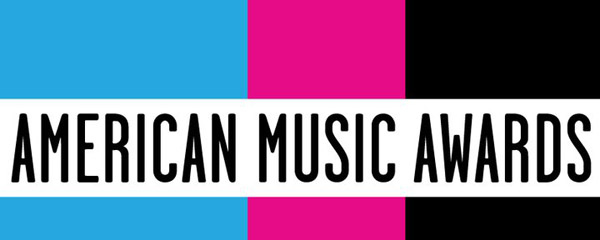
Logo van de American Music Awards

De American Music Awards behoren tot de belangrijkste muziekprijzen in de Verenigde Staten. Andere zijn de Billboard Music Awards en de Grammy Awards.
De American Music Awards werden in 1973 ingesteld door Dick Clark als concurrent van de Grammy's. Worden de Grammy Awards door de amusementsindustrie toegekend, de platenkopers bepalen wie voor een American Music Award in aanmerking komt. Taylor Swift ontving de prijs het vaakst, 34 maal, waaronder de Artist of the Century Award.
Artist of the Decade: 
- jaren 1950: Elvis Presley
- jaren 1960: The Beatles
- jaren 1970: Stevie Wonder
- jaren 1980: Michael Jackson
- jaren 1990: Garth Brooks (2000)
- jaren 2000: geen
- jaren 2010: Taylor Swift (2019)